# Hetaerina titia
Hetaerina titia es una especie de caballito del diablo, familia Calopterygidae.

## Hábitat y distribución
Hetaerina titia se encuentra asociada a ríos y arroyos en bosques, selvas y menor medida en zonas rocosas. Para la oviposición es esencial que se encuentren cerca de cuerpos de agua con vegetación asociada. Esta especie se distribuye a largo del sureste de Estados Unidos hasta Maryland, oeste de Wisconsin y Texas y Nuevo México, extendiéndose en el sur a través de México hasta Costa Rica.

## Descripción e Identificación de la especie
Los machos de H. titia poseen un cuerpo más oscuro que otras especies de Hetaerina. También se considera que posee un cuerpo más alargado y una venación más densa. Las hembras de H. titia se diferencian de las hembras de H. americana por poseer un tórax menos marcado por líneas y unas alas más oscuras.
Presenta un marcado dimorfismo sexual en adultos aunque la intensidad de tal dimorfismo varía con la estación reproductiva. Las hembras tienen una coloración parda en sus alas pero pueden ser también oscuras conforme avanza la temporada, un patrón que coincide con cambios similares en los machos. Los machos presentan manchas alares que parecen una combinación de los principales géneros de esta familia en América: Hetaerina y Calopteryx. Ambos géneros presentan áreas alares pigmentadas negra y roja respectivamente. H. titia es la única especie dentro del género Hetaerina y quizás de todos la familia con una mancha roja en la base de las alas anteriores y pigmentación negra en el resto de las alas anteriores y posteriores (Córdoba-Aguilar et al. 2007). La coloración roja, característica del género Hetaerina es un carácter ancestral que ha sido favorecida por competencia intrasexual. Por otro lado, la pigmentación negra es un carácter derivado en la familia.

## Conducta sexual
Los machos adultos de H. titia defienden parches de vegetación riparia y no muestran un cortejo precopulatorio. Se acercan volando rápidamente y sujetan a las hembras con unos cercos ubicados en la parte distal de su abdomen. Esta posición llamada tándem puede durar varios minutos, hasta que se produce o no la cópula. Posteriormente, los individuos todavía en tándem, realizan vuelos para buscar un lugar de oviposición. La hembra realiza inmersiones para colocar los huevos, mientras el macho realiza un resguardo de pareja, el proceso puede repetirse varias veces. Los machos no defienden recursos como sustratos de vegetación para la oviposición por lo cual Hetaerina titia y otras especies del mismo género, califican como sistema de apareamiento en forma de lek. En este sistema de apareamiento, el tamaño del macho está fuertemente seleccionado a favor, ya que los machos más grandes son más victoriosos para ganar un territorio, capturar una hembra e incluso quitar a otro macho que ya se encuentre en tándem con una hembra

## Polifenismo
Los machos de H. titia además de presentar dos coloraciones, expresan un cambio fenológico interesante en la expresión de uno de los pigmentos. Este polifenismo estacional, en el que el tamaño e intensidad de la coloración negra varía a lo largo del año. El fenotipo de la temporada temprana (predominante de marzo a abril aproximadamente) tiene poco o carente pigmento negro en las alas anteriores y una pequeña área de color negro en la base de las alas posteriores; mientras que en el fenotipo predominante de la temporada tardía, (presente de agosto a septiembre aproximadamente) el área melanizada cubre toda o la mayor parte de las alas traseras y aproximadamente la mitad anterior de las alas anteriores
El polifenismo está probablemente asociado con evitar competencia con machos del mismo género. Hay tres situaciones para explicarlo. Los machos de H. titia; a) defienden los mismos sitios de oviposición que otras especies, por ejemplo H. americana; b) existe parecido entre esas otras especies; c) estas especies simpátricas no son capaces de distinguir entre machos de otras especies de Hetaerina y los propios. Esto hace que los errores de distinguir y pelear con macho de otra especies del mismo género sean comunes. Al parecer los patrones del color de alas en H. titia reducen dramáticamente estos errores por lo que las otras especies pelean menos con H. titia